# Esfuerzo diferencial
En la geología se denomina esfuerzo diferencial a las fuerzas físicas desiguales en distintas direcciones que a menudo deforman rocas. Estas fuerzas son presiones direccionadas. El esfuerzo diferencial se define en términos de fuerza por unidad de área (e.g. N/m²). Es diferente a la presión en que varía dependiendo de la dirección.